# I Don't Know How But They Found Me
I DONT KNOW HOW BUT THEY FOUND ME, também conhecido como iDKHOW ou IDKHBTFM, é uma banda de rock dos Estados Unidos formada em 2016 inicialmente por Dallon Weekes e Ryan Seaman, respectivamente ex-membros das bandas Panic! At The Disco e Falling in Reverse . A banda surgiu na cidade de Salt Lake, em Utah e foi descrita como "a melhor banda sem gravadora do mundo" pela revista Rock Sound. 

## História

### Formação
Antes da formação da banda, Dallon Weekes e Ryan Seaman eram amigos e já haviam trabalhado juntos em outros projetos. Seaman participou da banda anterior de Weekes, The Brobecks, em 2008, e tocou bateria para projetos solo de Weekes, incluindo músicas como "Sickly Sweet Holidays" e "Please Don't Jump (It's Christmas)".
Tendo começado como um projeto solo, Weekes escreveu e gravou músicas enquanto estava em turnês com a banda with Panic! at the Disco por muitos anos. Seaman tocou bateria nas gravações, o que fez Weekes ter a ideia de apresentá-los como um duo. Como evidenciado por tweets antigos, além da própria confirmação de Weekes em entrevistas, a ideia de "I DONT KNOW HOW BUT THEY FOUND ME" existia desde 2009. O nome da banda foi inspirado por uma citação do filme De Volta Para o Futuro.
Weekes e Seaman começaram a fazer pequenos shows em 2016, mas os mantiveram em segredo. Sua primeira aparição pública foi no aniversário de dois anos da Emo Nite de Los Angeles em 6 de dezembro de 2016. Depois do show, várias fontes escreveram sobre um "novo projeto paralelo" de Weekes and Seaman, e confirmaram o nome da banda. No entanto, mesmo quando confrontados com fotos e vídeos, Weekes e Seaman negavam o projeto e assim continuaram por meses. Weekes posteriormente confessou que eles não queriam explorar a fama carregada pelos seus nomes, bem como pelo nome das bandas nas quais eles tocavam antes.

### Primeiros lançamentos e tour (2017—presente)
A divulgação oficial da primeira música da banda, Modern Day Cain, foi feito com um teaser no Instagram da banda no dia anterior ao do lançamento. No dia 19 de agosto de 2017, a música completa foi lançada no iTunes e no Spotify, além do lançamento de um videoclipe no dia seguinte. O single chegou à 8ª posição da Top 10 Alternative Music Charts do iTunes no dia de seu lançamento.
O segundo single da banda, "Choke", foi lançado no dia 26 de outubro de 2017. Novamente, foi publicado pela própria banda e acompanhado de um videoclipe com a letra da música. O single chegou à 7ª posição do Top 10 Alternative Music Charts. A banda entrou em uma curta turnê entre julho e dezembro de 2017, tendo tocado shows em Utah, Califórnia e outros estados próximos, além de um show em Nova Iorque. 
No dia 14 de março de 2018, a banda lançou a canção "Nobody Likes The Opening Band" para download gratuito no seu website, além de um videoclipe. No dia 28 do mesmo mês, foi anunciada uma performance da banda nos Reading and Leeds Festivals. Em 6 de agosto, foi anunciado que eles estariam presentes na turnê norte-americana de Waterparks de 2 de novembro a 1 de dezembro. No dia 24 de agosto, foi lançada novamente a canção "Choke", além de uma nova música intitulada "Do It All The Time", ambas pela gravadora Fearless Records.
A música "Bleed Magic" foi lançada nas plataformas digitais no dia 28 de outubro de 2018, anunciando também o primeiro EP da banda, intitulado "1981 Extended Play". No dia 9 de novembro de 2018 a banda lançou o EP, contendo algumas das músicas já lançadas, como "Choke", "Bleed Magic" e "Do It All The Time".

## Estilo musical e influências
No próprio site da banda, ela é descrita como sendo "uma banda de outro tempo, que se esvaiu para a obscuridão depois da busca falha pelo sucesso nos anos 70 e 80". O estilo musical, assim como a aparência da dupla e a sua presença nas mídias sociais, é altamente influenciada pelo estilo dos anos 80 e pode ser descrito como synthpop. Weekes já afirmou que busca inspiração na cultura pop dessa época, além de em nomes como Marc Bolan, David Bowie, Oingo Boingo, Elvis Costello, The Ink Spots e Joe Jackson.

## Membros da banda
- Dallon Weekes — vocais principais, baixo, piano, teclados, sintetizadores e produção (2016—presente)
- Ryan Seaman — bateria, percussão, backing vocals (2016—2023)

## Discografia

### Singles
| Título                        | Ano                                            | Gravadora             | Álbum              |
| ----------------------------- | ---------------------------------------------- | --------------------- | ------------------ |
| Modern Day Cain               | 2017                                           | None You Jerk Records | Sem álbum          |
| Choke                         | 2017 (relançado em 2018 pela Fearless Records) | None You Jerk Records | 1981 Extended Play |
| Nobody Likes The Opening Band | 2018                                           | None You Jerk Records | 1981 Extended Play |
| Do It All The Time            | 2018                                           | Fearless Records      | 1981 Extended Play |
| Bleed Magic                   | 2018                                           | Fearless Records      | 1981 Extended Play |
| Choke (Acoustic)              | 2019                                           | Fearless Records      | 1981 Extended Play |
| Leave Me Alone                | 2020                                           | Fearless Records      | Razzmatazz         |
| Razzmatazz                    | 2020                                           | Fearless Records      | Razzmatazz         |
| New Invention                 | 2020                                           | Fearless Records      | Razzmatazz         |
| Lights Go Down                | 2020                                           | Fearless Records      | Razzmatazz         |

### Extended plays (EP)
| Título             | Ano  | Gravadora        |
| ------------------ | ---- | ---------------- |
| 1981 Extended Play | 2018 | Fearless Records |

Tracklist
1. Introduction
2. Choke
3. Social Climb
4. Bleed Magic
5. Absinthe 
6. Do It All The Time
| Título         | Ano  | Gravadora        |
| -------------- | ---- | ---------------- |
| Christmas Drag | 2019 | Fearless Records |

Tracklist
1. Christmas Drag
2. Merry Christmas Everybody 
3. Oh Noel

### Álbuns
| Título     | Ano  | Gravadora        |
| ---------- | ---- | ---------------- |
| Razzmatazz | 2020 | Fearless Records |

Tracklist
1. Leave Me Alone
2. Mad IQs
3. Nobody Likes The Opening Band
4. New Invention 
5. From The Gallows 
6. Clusterhug
7. Sugar Pills
8. Kiss Goodnight 
9. Lights Go Down
10. Need You Here
11. Door
12. Razzmatazz